# Veille de la clientèle
 (septembre 2021).
Si vous disposez d'ouvrages ou d'articles de référence ou si vous connaissez des sites web de qualité traitant du thème abordé ici, merci de compléter l'article en donnant les références utiles à sa vérifiabilité et en les liant à la section « Notes et références ».
La veille de la clientèle (en anglais, customer intelligence) est le processus de collecte et d'analyse des données concernant les clients, leurs coordonnées et leurs activités, afin d'établir des relations plus profondes et plus efficaces avec la clientèle et d'améliorer la prise de décision des entreprises.

## Veille de la clientèle versus gestion de la relation client
La veille de la clientèle est un élément clé d'une gestion efficace de la relation client (en anglais, customer relationship management ou CRM). Lorsqu'elle est mise en œuvre efficacement, elle constitue une source d'informations précieuses sur le comportement et l'expérience de la clientèle d'une entreprise.
À titre d'exemple, certains clients entrent dans un magasin et en ressortent sans rien acheter. Les informations sur ces clients/prospects (ou leurs visites) peuvent ne pas exister dans un système de gestion de la relation client traditionnel, car aucune vente n'est enregistrée dans la caisse du magasin. Bien qu'aucune transaction commerciale n'ait eu lieu, savoir pourquoi les clients quittent le magasin (peut-être en leur demandant, à eux ou à un employé du magasin) et utiliser ces données pour faire des déductions sur le comportement des clients est un exemple de veille de la clientèle.

## Processus
La veille de la clientèle commence par des données de référence, c'est-à-dire des faits essentiels sur le client, comme sa situation géographique.
Ces données sont ensuite complétées par des données de transaction - des rapports sur l'activité du client. Il peut s'agir d'informations commerciales (par exemple, l'historique des achats provenant des ventes et du traitement des commandes), des interactions par téléphone et par courrier électronique.
Une autre dimension subjective peut être ajoutée, sous la forme d'enquêtes de satisfaction des clients ou de données provenant des employés qui ont été en contact avec le client.
Enfin, une entreprise peut utiliser des informations sur ses concurrents et des informations provenant de  clients mystères pour mieux connaître comment ses produits se comparent à ceux de ses concurrents.
En exploitant ces données et en les mettant en contexte avec des informations plus larges sur les concurrents, les conditions dans le secteur et les tendances générales, il est possible d'obtenir des informations sur les besoins actuels et futurs des clients, sur la manière dont ils prennent leurs décisions et sur leur comportement futur,.

## Exemples de sources de données
Analyse de la parole : utilisée pour surveiller les conversations téléphoniques entre l'entreprise et ses clients, en utilisant la reconnaissance automatique de la parole pour trouver des mots et des phrases clés, classer les types d'appels et identifier les tendances.
Suivi des clics : utilisé pour surveiller la popularité et l'utilisation des sites web de l'entreprise, ces données peuvent fournir des indices sur l'intérêt des produits et les intentions d'achat. Par exemple, une entreprise peut déduire qu'un client est intéressé par l'achat d'un service particulier s'il passe du temps à parcourir des pages du produit.
Logiciels de gestion de la relation client : ces logiciels, utilisés pour gérer les relations avec la clientèle, peuvent stocker des données sur la quantité, le type et la catégorie des contacts avec les clients et les prospects. Un logiciel de gestion de la relation client peut être utilisé par les agents de première ligne pour enregistrer des données subjectives concernant les contacts avec les clients, telles que la cause première de l'appel du client (par exemple, il a reçu sa facture) ou son état émotionnel.
Enquêtes de satisfaction des clients et études de marché : ces activités, souvent réalisées par fouille de textes, peuvent également être appliquées aux notes des centres de contacts, aux courriers électroniques et à d'autres sources textuelles, à des fins de renseignements sur les clients.

## Avantages
La veille de la clientèle fournit une compréhension détaillée de l'expérience que les clients ont de l'interaction avec une entreprise et permet de comprendre les raisons qui sous-tendent les comportements des clients.
Ces connaissances peuvent ensuite être appliquées pour soutenir une prise de décision plus efficace et plus stratégique - par exemple, comprendre pourquoi les clients appellent permet de prévoir (et de planifier la réduction) des volumes d'appels dans un centre d'appel.